# One Piece – Baron Omatsuri und die geheimnisvolle Insel
One Piece – Baron Omatsuri und die geheimnisvolle Insel (jap. ONE PIECE THE MOVIE オマツリ男爵と秘密の島, One Piece the Movie: Omatsuri-danshaku to Himitsu no Shima) ist der sechste Kinofilm zur Anime-Serie One Piece, der auf der gleichnamigen Manga-Serie des Mangaka Eiichirō Oda basiert. Der Film wurde in Japan von Tōei Animation produziert und erschien am 5. März 2005 in den japanischen Kinos. In Deutschland wurde der Film von Kazé am 28. Oktober 2011 auf DVD und Blu-ray veröffentlicht.

## Handlung
Die Strohhutbande wird von einem gewissen Baron Omatsuri auf dessen Urlaubsinsel auf der Grand Line eingeladen. Angelockt von der Aussicht auf Erholung und jeder Menge Spaß, folgen Monkey D. Ruffy und seine Crew der Einladung. Auf der Insel angekommen, begrüßt sie der Baron in seinem Resort, eröffnet ihnen jedoch sogleich, dass sie die vielen Vorzüge seiner Insel nur dann nutzen dürfen, wenn sie sich zuvor einer Reihe von höllischen Tests unterziehen. Während der Rest der Crew noch zögert, ist Ruffy bereits Feuer und Flamme und willigt ein. Noch ahnen sie nicht, dass auch die Freundschaft der jungen Piraten in diesen Wettkämpfen auf eine harte Probe gestellt werden wird. Und auch die wahren Absichten des Barons und die Geheimnisse, die ihn und seine mysteriöse Blume umgeben, sollen bald gelüftet werden.

## Produktion und Veröffentlichung
Der Film entstand unter der Regie von Mamoru Hosoda beim Studio Toei Animation. Das Drehbuch schrieb Masahiro Itou, dessen erste Drehbucharbeit der Film war, und die künstlerische Leitung lag bei Tatsuya Kushida. Für die Charakterdesigns waren Chikashi Kubota, Sushio und Takaaki Yamashita verantwortlich, die zugleich auch die Computeranimation leiteten. Die Musik komponierten Kazuhiko Sawaguchi, Kōhei Tanaka und Minoru Maruo. Im Abspann wurde das Lied Yume Miru Goro wo Sugitemo von Kishidan verwendet.
Der 92 Minuten lange Film kam am 5. März 2005 in die japanischen Kinos. In Deutschland wurde der Film von Kazé am 28. Oktober 2011 auf DVD und Blu-ray veröffentlicht. 2012 folgte eine Ausstrahlung bei VIVA. Der Anime wurde auch ins Französische, Spanische, Italienische, Portugiesische und Chinesische übersetzt.

## Synchronisation
Die deutsche Synchronisation wurde vom Münchner Synchronstudio der PPA Film GmbH produziert. Das Dialogbuch wurde von Inez Günther geschrieben, welche ebenfalls die Synchronregie übernommen hatte.
| Rolle           | Japanischer Sprecher (Seiyū) | Deutscher Sprecher       |
| --------------- | ---------------------------- | ------------------------ |
| Monkey D. Ruffy | Mayumi Tanaka                | Daniel Schlauch          |
| Lorenor Zorro   | Kazuya Nakai                 | Philipp Brammer          |
| Nami            | Akemi Okamura                | Stephanie Kellner        |
| Lysop           | Kappei Yamaguchi             | Dirk Meyer               |
| Sanji           | Hiroaki Hirata               | Hubertus von Lerchenfeld |
| Tony Chopper    | Ikue Ōtani                   | Martin Halm              |
| Nico Robin      | Yuriko Yamaguchi             | Simone Brahmann          |
| Baron Omatsuri  | Akio Ōtsuka                  | Walter von Hauff         |
| Blume Riri      | Misa Watanabe                | Inez Günther             |
| Brief           | Yoshito Yasuhara             | Hans-Rainer Müller       |
| Daisy           | Anzu Nagai                   | Beate Pfeiffer           |
| DJ Kappa        | Sōsuke Ikematsu              | Cyril Geffcken           |
| Kerodeeku       | Joji Yanami                  | Pierre Peters-Arnolds    |
| Kerojee         | Takeshi Aono                 | Osman Ragheb             |
| Keroko          | Keiko Yamamoto               | Jacqueline Belle         |
| Keroshot        | Masaharu Satō                | Mike Carl                |
| Koch            | Shō Ayanokōji                | Matthias Kupfer          |
| Muchigoro       | Takeshi Kusao                | Thomas Wenke             |
| Papa            | Takeharu Kunimoto            | Ulrich Frank             |
| Rick            | Daisuke Sakaguchi            | Fabian Rohm              |
| Rosa            | Makiko Ōmoto                 | Sonja Reichelt           |

## Rezeption
Der Film biete zwar keine neuen Einblicke in die Hauptfiguren von One Piece, dafür aber eine „spannende Geschichte“ als Side-Story zur Serie, so die Animania. Die Computeranimation sei für ihre Zeit auf gutem Niveau und „die orchestrale, stellenweise melancholisch-düstere Musik gibt die Stimmung des Films sehr gut wieder“. Auch die deutsche Synchronisation sei gelungen. Insgesamt liefere der Film „herrliches Seemannsgarn für Jung und Alt“ und „von Action bis Humor alles“. Trotz der farbenfrohen Kulisse sei der Anime im Vergleich zu anderen der Reihe aber eher düster und ernst.